# アミール・プヌーリ
アミール・プヌーリ、ア（ー）ミール・ペヌーエーリー、アミル・ペヌエリ（ヘブライ語: אַמִיר(אָמִיר) פְּנוּאֵלִי a(ā)mīr pənū’ēlī; Amir Pnueli、1941年4月22日 - 2009年11月2日）は、イスラエル人の計算機科学者。

## 生涯
イギリス委任統治領パレスチナ（現イスラエル）のナハラルで生まれ、ハイファのイスラエル工科大学で数学の学士号を取得。ワイツマン科学研究所で数学の博士号を取得した。学位論文テーマは "Calculation of Tides in the Ocean"（海洋潮汐の計算）。
スタンフォード大学でのポスドク期間中に計算機科学に転向。主な研究領域は時相論理とモデル検査で、並行プロセスの公平性についても研究していた。
研究者としてイスラエルに帰国し、テルアビブ大学の計算機科学科創設に尽力し、初代学科長となった。1981年にワイツマン研究所の計算機科学の教授に就任。1999年から亡くなるまで、ニューヨーク大学の計算機科学部門でも地位を得ていた。
プヌーリは2回、先端技術企業を創設したことがある。3人の子をもうけ、亡くなった時には孫が4人いた。
2009年11月2日、脳内出血で死去。享年68。

## 受賞歴
- 1996年 - チューリング賞。受賞理由は「計算機科学に時相論理を導入した独創的業績とプログラムやシステムの検証への多大な貢献に対して」[4]
- 1999年 - 全米技術アカデミー外国人会員
- 2000年 - イスラエル賞[5][6]
- 2007年 - Association for Computing Machinery (ACM) フェロー

ワイツマン科学研究所はプヌーリの功績を称えて、一連の記念講演を開催している。